# Ruptaș
Ruptașii alcătuiau un grup privilegiat din punct de vedere fiscal în Țările Române din perioada fanariotă. Titlul de Ruptaș era conferit de marele vistiernic pentru a stimula popularea localităților pustii. Ruptași deveneau cei întorși de peste hotare sau coloniștii străini. 
Privilegiile fiscale ale ruptașilor constau în faptul că plăteau dare într-o sumă fixă, numită ruptă, pe sferturi în patru rate, fiind astfel scutiți de orice bir. Titlul de Ruptaș se transmitea prin ereditate. Atât ruptașii cât și mazilii erau folosiți la îndeplinirea unor "porunci" domnești sau ale administrației locale, participau la lucrările de hotărnicire, la impunerea țăranilor la îndeplinirea obligațiilor. 

## Biobliografie
- I. Minea. Reforma lui Constantin Mavrocordat. Cercetări istorice, vol. II-III, Iași 1927.
- V. Mihordea. Relații agrare în Moldova în secolul XVIII, București 1968.
- T. Codrescu. Uricarul, vol. XI.